# Modest (Strilbyćkyj)
Modest, imię świeckie Danyło Kostiantynowycz Strilbyćkyj, ukr. Данило Стрільбицький, Daniił Strilbicki, cer.-sł. Даніил Стрѣльбицкий, Daniił Strielbickij, ros. Даниил Константинович Стрельбицкий (ur. 5 grudnia?/17 grudnia 1823 w Zinowicach, zm. 31 marca?/13 kwietnia 1902 w Żytomierzu) – rosyjski biskup prawosławny pochodzenia ukraińskiego.

## Życiorys
Urodził się w rodzinie kapłana greckokatolickiego. Pochodził z dawnego ukraińskiego szlacheckiego rodu Strzelbickich/Strilbyćkich herbu Sas. 17 grudnia 1848 złożył wieczyste śluby mnisze. W 1849 przyjmował kolejno święcenia na hierodiakona (30 stycznia) i hieromnicha (2 lutego). W 1854 ukończył wyższe studia w Kijowskiej Akademii Duchownej. W 1856 otrzymał godność igumena. Trzy lata później otrzymał tytuł naukowy magistra teologii. Od 1860 do 1862 był inspektorem mińskiego seminarium duchownego. W 1862 otrzymał godność archimandryty i został przeniesiony na analogiczne stanowisko w seminarium w Wilnie. Od 1866 do 1868 był inspektorem seminarium w Czernihowie, zaś do 1871 – seminarium w Irkucku.
10 kwietnia 1877 wyświęcony na biskupa jekaterynburskiego, wikariusza eparchii permskiej. Po roku przeniesiony do eparchii chełmsko-warszawskiej jako jej wikariusz z tytułem biskupa lubelskiego. Od 1885 do 1889 biskup niżnonowogrodzki i arzamaski, następnie do swojej śmierci biskup wołyński i żytomierski. 15 maja 1892 otrzymał godność arcybiskupa.